# 23a Flotilla d'U-Boot
La 23a Flotilla de submarins (alemany: "23. Unterseebootsflottille") va ser una unitat de la Kriegsmarine de l'Alemanya nazi durant la Segona Guerra Mundial.
La flotilla es va formar per primera vegada a Salamina, Grècia, l'11 de setembre de 1941 sota el comandament del Kapitänleutnant Fritz Frauenheim. Va operar a la Mediterrània oriental i va enfonsar 12 vaixells per un total de 50.820 tones brutes de registre (TRB). El maig de 1942 la flotilla es va fusionar amb la 29a Flotilla, amb seu a La Spezia, Itàlia.
La flotilla va ser refundada el setembre de 1943 com a Flotilla d'entrenament sota el comandament de Korvettenkapitän Otto von Bülow, amb seu a Danzig. Va formar nous comandants de submarins en tècniques d'atac (Kommandadenschiesslehrgang, "Curs d'entrenament de tir de comandants"). La flotilla es va dissoldre el març de 1945.

## U-boats assignats
Durant el seu servei de combat en 1941-1942 van ser-li assignats nou U-boots:
.
- U-75
- U-77
- U-79
- U-83
- U-97
- U-133
- U-331
- U-371
- U-559